# Rivière Frichet
Rivière Frichet är ett vattendrag i Kanada.   Det ligger i provinsen Québec, i den östra delen av landet, 1 800 km norr om huvudstaden Ottawa.
Trakten runt Rivière Frichet består i huvudsak av gräsmarker. Trakten runt Rivière Frichet är nära nog obefolkad, med mindre än två invånare per kvadratkilometer.